# ヤブレガサ
ヤブレガサ（破傘・破れ傘、学名: Syneilesis palmata）は、キク科ヤブレガサ属の多年草。和名の由来は、芽出しの頃の若い葉の様子が「破れ傘（やぶれがさ）」に似ることによる。

## 分布と生育環境
日本では本州、四国、九州に分布する。平地から山地までの、雑木林の林下の斜面などに生える。東アジアでは朝鮮半島に分布する。

## 特徴
多年生草本。若い個体は根出葉1枚のみで、花茎が出ない。年数が過ぎ、栄養が蓄積されると花茎を出す。茎は直立し、分枝せず、高さは 100センチメートル (cm) 内外になる。根出葉は1枚。茎葉は2 - 3枚で互生し、下方の葉は長い葉柄を持ち、葉柄の基部は茎を完全にとり巻く。葉身は円形で、径 35 - 39 cm、ときに 50 cmになり、7 - 9個の裂片がある掌状に深裂する。各裂片はしばしば2中裂し、その幅は 2 - 4 cmになり、縁に不ぞろいな鋭鋸歯がある。春に出た若芽の根出葉には白い絹毛があり、傘をつぼめたような姿をしているが、後に無毛になる。
花期は夏（7 - 9月）。茎の先に円錐花序をつくり、長さ 1.5 cmほどの白色から淡紅色の頭花をつける。総苞は長さ 9 - 10ミリメートル (mm) の筒状、総苞片は5個。頭花は7-13個の小花からなり、すべて両性の筒状花。小花の花冠は5裂し、花柱の先は2つに分かれ反り返る。
モミジガサ（キク科）と姿がよく似ているが、モミジガサの若芽には綿毛がなく、またヤブレガサのほうの葉は切れ込みが深くて、全体に茶色味を帯びている。
- 芽出しの頃
- 頭花

## 利用
芽出しのころの、高さ 15 - 30 cmほどに伸びた葉が展開する前の葉と茎は、山菜として食用にされる。採取時期は関西地方以西が4月ごろ、関東・中部地方が4 - 6月ごろ、東北地方が6月ごろが適期とされる。採取した若芽は、さっと茹でて水にさらし、おひたし、和え物、油炒め、煮物にしたり、生のまま天ぷらにする。